# Julien Louis Geoffroy

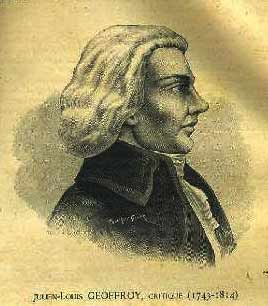
Eine Porträtdarstellung Geoffreys aus dem Jahr 1887

Julien Louis Geoffroy bzw. Julien-Louis Geoffroy (* 17. August 1743 in Rennes; † 27. Februar 1814 in Paris) war ein französischer Literatur- und Theaterkritiker.

## Leben
Geoffroy wurde 1743 in Rennes als Sohn von Claudine Beaudouin und des Händlers und Perückenmachers Paschal Geofroy geboren. Zwischen 1750 und 1758 besuchte er eine lokale Schule, bevor er den Jesuiten beitrat und 1760 das Gelübde ablegte. Anschließend ging er auf das jesuitische Lycée Louis-le-Grand in Paris, ehe die Jesuiten 1762 in Frankreich verboten wurden und damit Geoffroys geplanter Lebensweg zum Erliegen kam. Er nahm daraufhin eine Stelle als maître d'études am Collège de Montaigu an und wurde gleichzeitig Privaterzieher der Kinder von Simon Charles Boutin, dem Schatzmeister der französischen Marine. In dieser Zeit wandte er sich verstärkt der Kultur und Literatur zu. Im Mai 1772, mit fast 30 Jahren, bestand er die Agrégation, um als Dozent an Hochschulen arbeiten zu können. 1776 wurde er Dozent für Rhetorik am Collège de Navarre und wechselte 1779 ans Collège Mazarin. Parallel begann er eine journalistische Karriere, die ihn als Kritiker zu den L'Année littéraire und – zu einem weniger bedeutsamen Ausmaße – auch zum Journal de Monsieur führte.
Ab 1789 erlebte Geoffroy in Paris die Anfänge der Französischen Revolution, deren Ziele er öffentlich kritisierte. Nicht zuletzt unterstützte Geoffrey – im Gegensatz zur Revolution – die Stellung von Religion und Monarchie und scheute nicht davor zurück, gegen führende Vertreter der Aufklärung wie Voltaire und Jean-Jacques Rousseau zu wettern. Ungeklärt ist, inwieweit er sich am L'Ami du roi beteiligte, einer 1790 von Redakteuren der L'Année littéraire gegründeten, antirevolutionären Zeitung. In jedem Fall verlor Geoffrey durch seine antirevolutionären Haltungen seine bisherigen Posten und verließ 1792 kurz vor dem Beginn der Terrorherrschaft Robespierres die Hauptstadt, um sich in den nächsten Jahren als Schulmeister in einem kleinen Dorf versteckt zu halten. Erst 1796 kehrte er in die Öffentlichkeit zurück und setzte seine journalistische Laufbahn fort. Bekanntheit erlangte er besonders von 1800 bis zu seinem Tod im Jahr 1814 als Feuilletonjournalist des Journal des débats der Familie Bertin, wo er sich den Ruf eines einflussreichen Literatur- und Theaterkritikers erarbeitete. Er profilierte sich als polemischer Kritiker von Literatur und Theateraufführungen, der sich konservativ dem modischen Zeitgeist versagte. Oftmals vielen seine Kritiken harscher und unfreundlicher aus als jene anderer Kritiker, was ihn bei der Leserschaft beliebt machte. Auch spätere Kritiker wie Charles-Augustin Sainte-Beuve und Albert Thibaudet betrachteten Geoffroy noch als herausragendes Beispiel der französischen Literaturkritik.

## Werke
- Caton. Tragödie, Frühwerk, unveröffentlicht.
- Idylles de Théocrite: Traduites en Français avec des Remarques. Kommentierte Übersetzung der Idyllen des Theokrit. Chez Georges, Paris 1799 (Digitalisat).
- Œuvres de J. Racine. Kommentierte Herausgabe der Werke Jean Racines. 7 Bände. Lenormant, Paris 1807.
- Étienne Gosse (Hrsg.): Cours de littérature dramatique. Posthum herausgegebene Sammlung seiner Literaturkritiken. Blanchard, Paris. Erste Auflage 1819–1820, 5 Bände. Zweite, erweiterte Auflage 1825, 6 Bände.